# 穆尔圣厄塞布
穆尔圣厄塞布（法語：Mours-Saint-Eusèbe）是法国德龙省的一个市镇，位于该省北部偏西，属于瓦朗斯区。该市镇总面积5.27平方公里，2009年时的人口为2494人。

## 人口
穆尔圣厄塞布人口变化图示